# Dabbawala

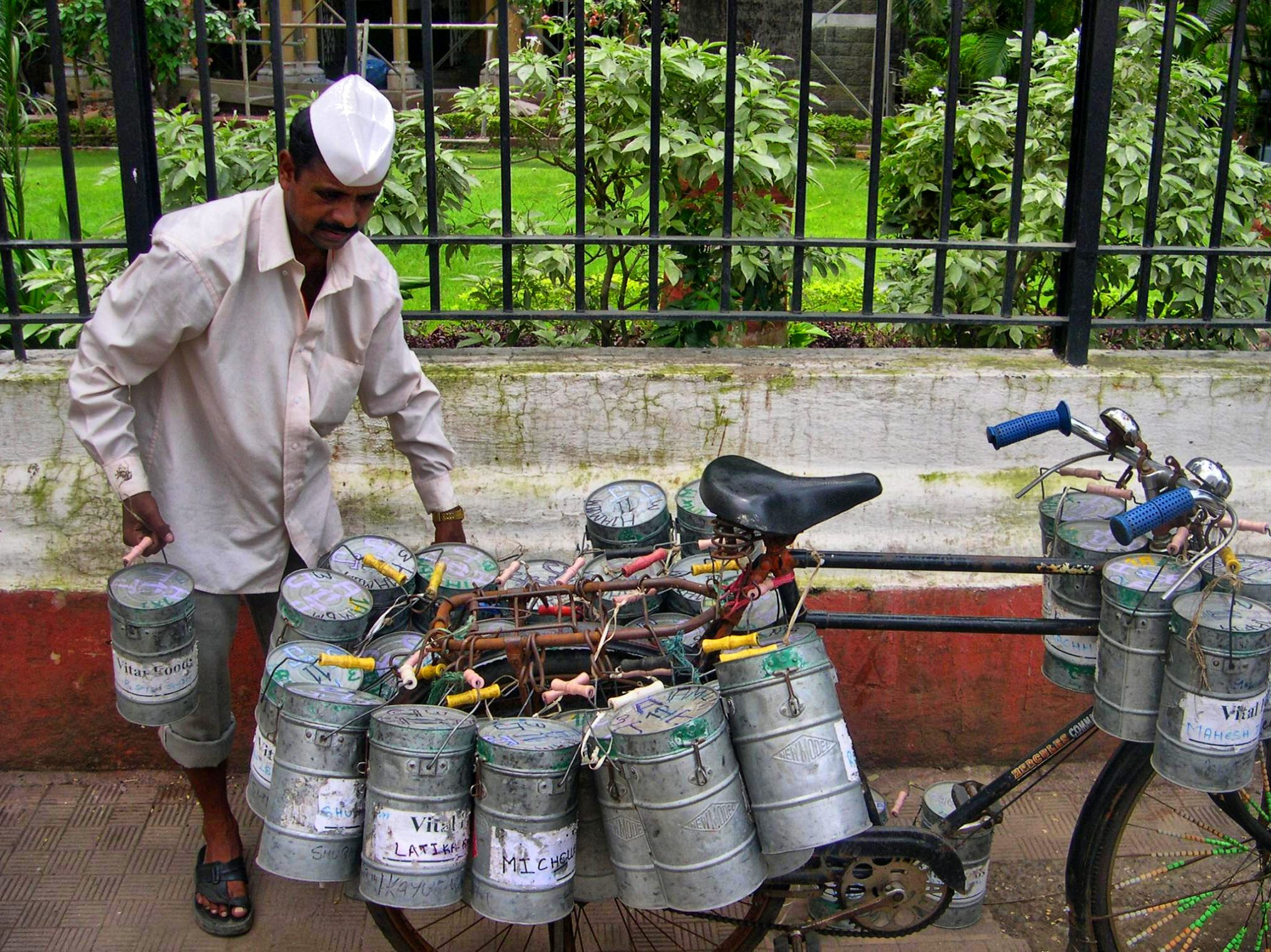
Dabbawala

Ein Dabbawala (Hindi, auch Dabbawalla oder Dabbawallah) ist ein Zusteller, der in Mumbai und weiteren indischen Großstädten Büroangestellten von ihrem Zuhause oder einer Großküche das Mittagessen an den Arbeitsplatz bringt. Der Lieferdienst transportiert es in dabbas, mehrteiligen Metallbehältern (auf Englisch tiffin tins, oft verkürzt zu Indisch-Englisch tiffin), die dem deutschen Henkelmann entsprechen. Der zweite Wortteil -wala steht allgemein für eine berufstätige Person.

## Logistik

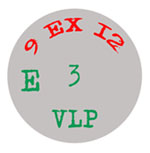
Beispiel einer Kodierung auf dem Deckel

Bemerkenswert ist das Transportsystem der Dabbawalas, weil es auf einer einzigartigen Logistik einer Reihe von Überbringern basiert. Die Dabbawalas sind in Kollektiven organisiert. Die Essensboxen sind mit Farben, Buchstaben und Ziffern kodiert, sodass es trotz mehrfacher Übergaben auf dem Weg vom Versender zum Empfänger eine überaus hohe Liefergenauigkeit gibt. Jeden Tag werden ca. 200.000 Essen ausgeliefert und die leeren Behälter wieder zurückgebracht, mit weiter steigender Tendenz (Wachstumsraten von 5–10 % im Jahr). Mit dieser eigentümlichen, kleinteiligen und damit erfolgreichen Logistik weckten die Dabbawala auch das Interesse bei Ökonomen.
Dabbawala zu sein ist ein angesehener, relativ gut bezahlter Beruf. Etwa 5000 Dabbawala gibt es in Mumbai. Vertreten werden sie von dem Nutan Mumbai Tiffin Box Suppliers Charity Trust (NMTBSCT).

## Film
- Das perfekte Chaos: Mit den Dabbawalas unterwegs in Mumbai. Dokumentarfilm, Deutschland, 2008, 43 Min., Buch und Regie: Antje Christ, Produktion: Christ Media, ZDF, arte, Erstsendung: 30. September 2008 bei arte[3]
- Lunchbox. Spielfilm, Indien, Deutschland, Frankreich, 2013, 105 Min., Buch und Regie: Ritesh Batra
- Catering, die Kunst der fliegenden Verpflegung – Dokumentation von NZZ Format (2005), auf YouTube veröffentlicht am 6. Februar 2015